# مايك نورث
مايك نورث (بالإنجليزية: Mike North)‏ هو صحفي رياضي أمريكي، ولد في عقد 1950.